# Crail Castle

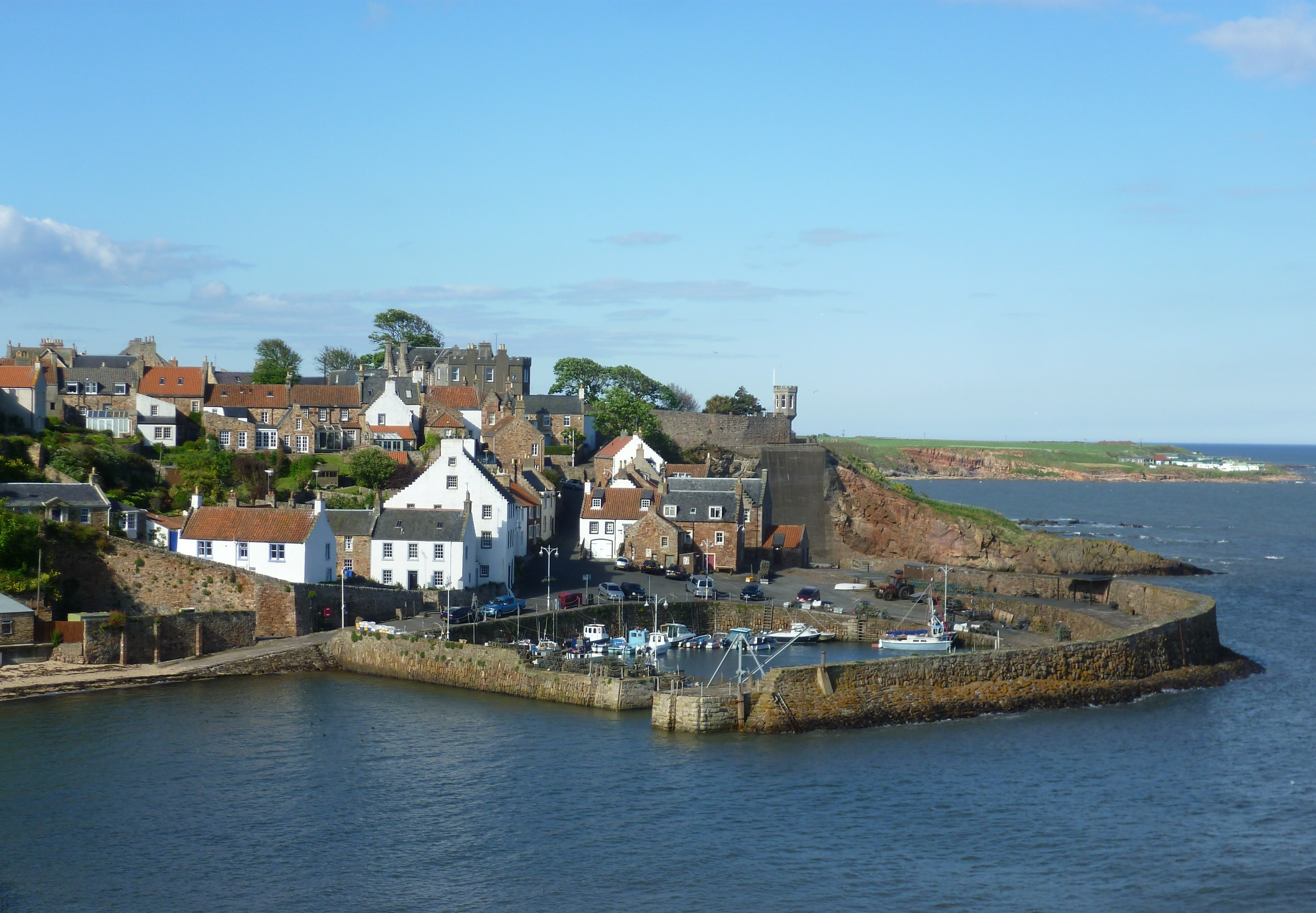
Vermutlicher Standort von Crail Castle

Crail Castle war eine Burg in der Gemeinde Crail in der schottischen Council Area Fife. Im 12. Jahrhundert wurde Crail ein Royal Burgh. Während seiner Regierungszeit im 12. Jahrhundert weilte König David I. häufig dort. Ada de Warenne erhielt Crail Castle als Teil ihrer Heiratsvereinbarungen mit Prinz Heinrich von Schottland. König Robert I. bestätigte 1306 den Status von Crail und 1310 ernannte er Lawrence de Weirmerstoun zum Konstabler der Burg. 1563 war die Burg zu einer Ruine verfallen. Es stand über dem Hafen. Heute ist nichts mehr von Crail Castle zu sehen.

## Konstabler von Crail Castle
- Lawrence de Weirmerstoun (1310)
- Alexander Spens of Pittincrief (ca. 1490)
- David Spens
- Patrick, 6. Lord Lindsay of the Byres